# Mandali, Irak

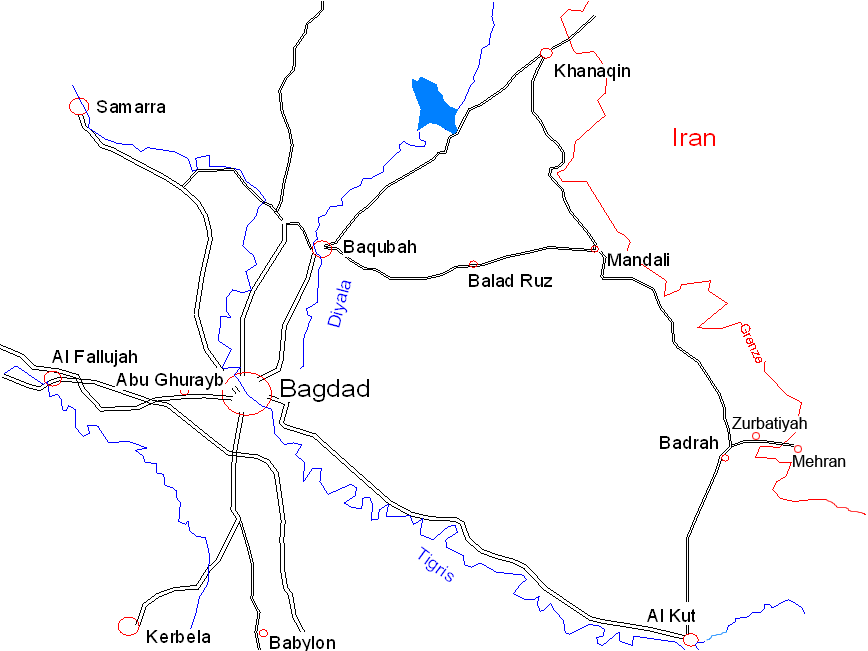
Karta över Bagdads omgivningar.

Mandali (kurdiska: مەندەلی , Mendelî; arabiska:مندلي) är en stad i Irak, i provinsen Diyala. Staden ligger 93 kilometer öster om Baquba, ungefär 150 kilometer nordost om Bagdad, 400 kilometer söder om Erbil och 7 kilometer från den iranska gränsen.